# Магний (медицина)
Соли магния применяются в медицине в виде лекарственных препаратов в различных формах. Они используются для лечения дефицита магния, эклампсии и ряда других заболеваний. Магний является незаменимым питательным веществом.
Обычно в меньших дозах магний входит в состав диетических минеральных препаратов, в том числе многих поливитаминных препаратов. Для облегчения усвоения иногда используется хелатный магний.
В 2020 году этот препарат занимал 202-е место среди наиболее часто назначаемых лекарственных средств в США, на него было выписано более 2 млн рецептов.

## Использование
- В качестве бронхолитика после применения бета-агонистов и антихолинолитических средств, например, при тяжелых обострениях астмы[3]. Исследования показали, что сульфат магния можно применять небулайзерами для уменьшения симптомов острой формы астмы[3]. Для снятия тяжелых приступов астмы его вводят внутривенно.
- Сульфат магния используется в акушерстве для профилактики судорог у женщин с преэклампсией и эклампсией, а также для нейропротекции плода при преждевременных родах, однако было доказано, что он является неэффективным токолитическим средством[4][5].

## Побочные эффекты
Более распространёнными побочными эффектами магния являются расстройство желудка и диарея, а также дефицит кальция, если его уровень уже низкий.

## Передозировка
Передозировка магнием (гипермагниемия) возможна только в особых случаях. Она может вызвать диарею, тошноту, рвоту, резкое снижение артериального давления, спутанность сознания, замедление сердечного ритма, паралич дыхания. В очень тяжелых случаях это может привести к коме, сердечной аритмии, остановке сердца и смерти.
Передозировка магния может быть компенсирована введением глюконата кальция.

## Виды препаратов
- Лечение дефицита магния:
  - Перорально:
    - Аспартат магния[9]
    - Карбонат магния[10]
    - Хлорид магния[11]
    - Глюконат магния[12]
    - Глицинат магния[13]
    - Лактат магния[14]
    - Оротат магния[15]
    - Оксид магния[16]

  - Инъекция:
    - Сульфат магния (при пероральном приёме оказывает сильное слабительное действие)
- Слабительное средство:
  - Карбонат магния[17]
  - Цитрат магния[18][19][20]
  - Гидроксид магния[21]
  - Оксид магния[22]
  - Сульфат магния
- Разное:
  - Оксид магния: Антациды, изжога и несварение желудка[23]. Лечение диспепсии.
  - Карбонат магния: Антацид
  - Гидроксид магния: Антацид
- Многократное применение:
  - Сульфат магния: Входит в примерный перечень ВОЗ основных лекарственных средств.

На практике магний вводится в виде соли вместе с любым из нескольких анионных соединений, выступающих в качестве противоионов, например, хлоридом или сульфатом. Тем не менее, как правило, предполагается, что активным компонентом является магний. Исключением является введение сульфата магния при отравлении хлоридом бария, когда сульфат связывается с барием, образуя нерастворимый сульфат бария.
Магний при пероральном применении усваивается с биодоступностью около 30% из любой водорастворимой соли, например, хлорида магния или цитрата магния. Цитрат является наименее дорогой растворимой (с высокой биодоступностью) пероральной солью магния, доступной в биологически активных добавках: 100 мг и 200 мг магния обычно содержится в одной капсуле, таблетке или 50 мг/мл в растворе.
Аспартат, хлорид, лактат, цитрат и глицинат магния имеют биодоступность в 4 раза выше, чем оксидная форма, и эквивалентны друг другу по количеству магния, но не по цене.
Для крупных производителей поливитаминов и минералов, содержащих магний, наиболее предпочтительным лигандом является оксид магния, что обусловлено его компактностью, высоким содержанием магния по массе, низкой стоимостью и простотой использования в производстве. Однако он нерастворим в воде. Нерастворимые соли магния, такие как оксид магния или гидроксид магния (магнезиальное молоко), зависят от нейтрализации кислотой желудка, прежде чем они могут быть усвоены, и поэтому в среднем являются относительно плохими пероральными источниками магния.
Сульфат магния растворим в воде. Из-за плохого всасывания сульфатного компонента он обычно используется в качестве слабительного средства. Однако в меньших дозах они могут использоваться в качестве перорального источника магния.
Внутривенное или внутримышечное введение магния обычно осуществляется в виде раствора сульфат магния. Внутривенный или внутримышечный магний обладает полной биодоступностью и эффективностью. Он применяется при тяжелой гипермагниемии и эклампсии.

## Исследование
Исследования по магнию местного действия (например, ванны с гептагидратом сульфата магния) весьма ограничены.